# Yérik (río)

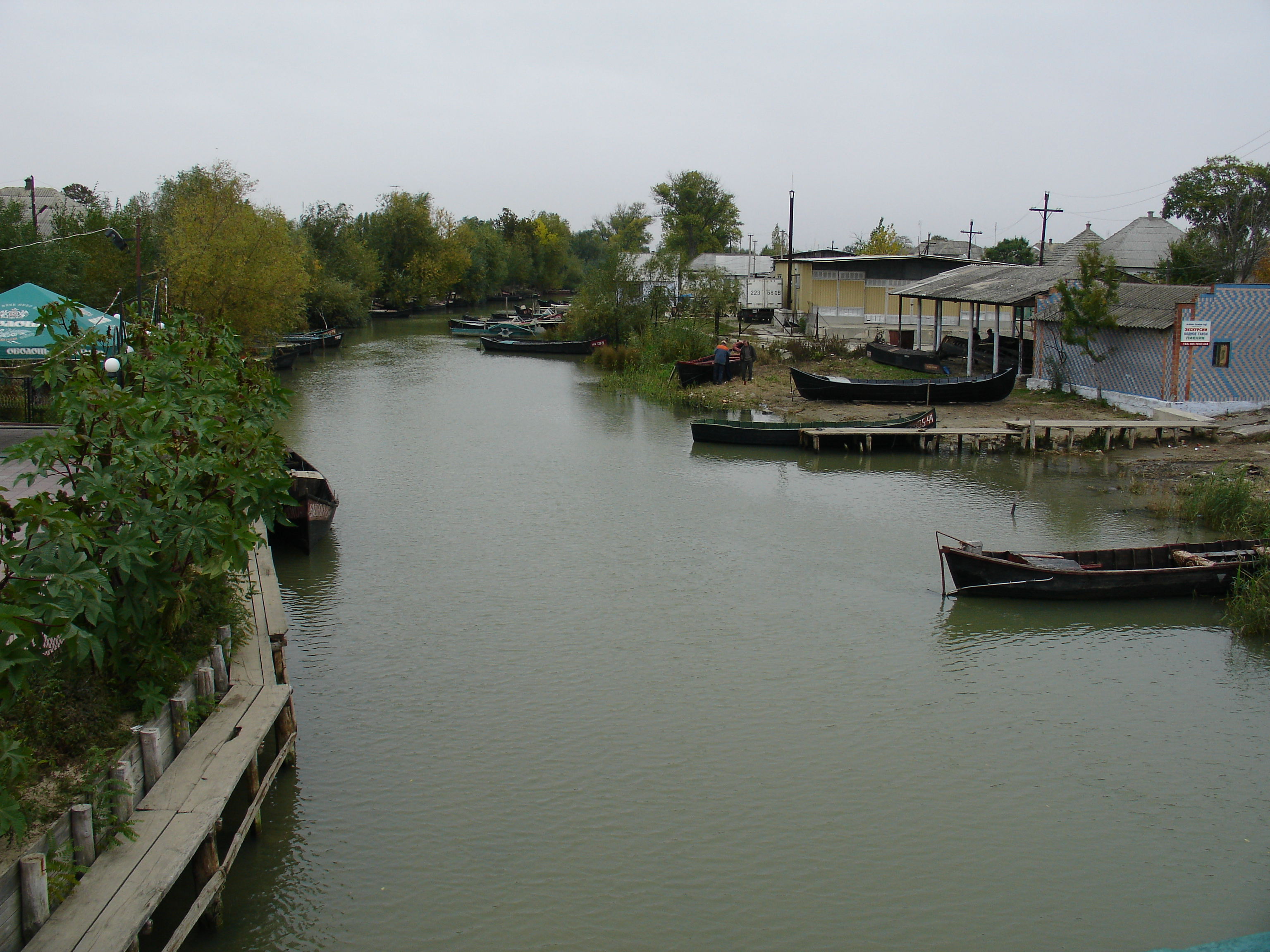
Yérik en la ciudad de Vylkove.

Un yérik (del ruso: Е́рик) es, en Rusia, un brazo o canal distributario relativamente estrecho que conecta lagos, bahías canales y mangas de un río entre sí o con el mar. También se consideran yérik los brazos muertos (como explica el diccionario de Vladímir Dal) o los canales artificiales de achique, tanto permanentes como temporales. Se hallan en las llanuras aluviales de los ríos o entre lagos.
La palabra yérik, según el Diccionario Etimológico de la Lengua Rusa de Max Vasmer, se introduce en el ruso procedente de las lenguas túrquicas (como también aryk, "acequia" en Asia Central) y aparece en el Cantar de las huestes de Ígor como яруга (yaruga, "barranco").
Esta denominación es muy común particularmente en las costas del norte del mar Caspio y las tierras bajas aledañas y en los cursos inferiores de los ríos Volga, Don, Kubán y Dniéper. También se ha usado en otras regiones: el río Fontanka, en San Petersburgo, era conocido hasta la construcción de la ciudad como "El Yérik Anónimo" (en ruso, Bezymyánnyi Yérik). En estas regiones, es parte de varios topónimos, como Yérik, en el krai de Krasnodar, o Kazachi Yérik, en el óblast de Rostov. Los canales de la ciudad de Vylkove, en Ucrania, también reciben este nombre, a los que Bulat Okudzhava dedicaría la canción Город на ериках (Gorod na yérikaj, "La ciudad sobre los yérik").